# 直布羅陀腸

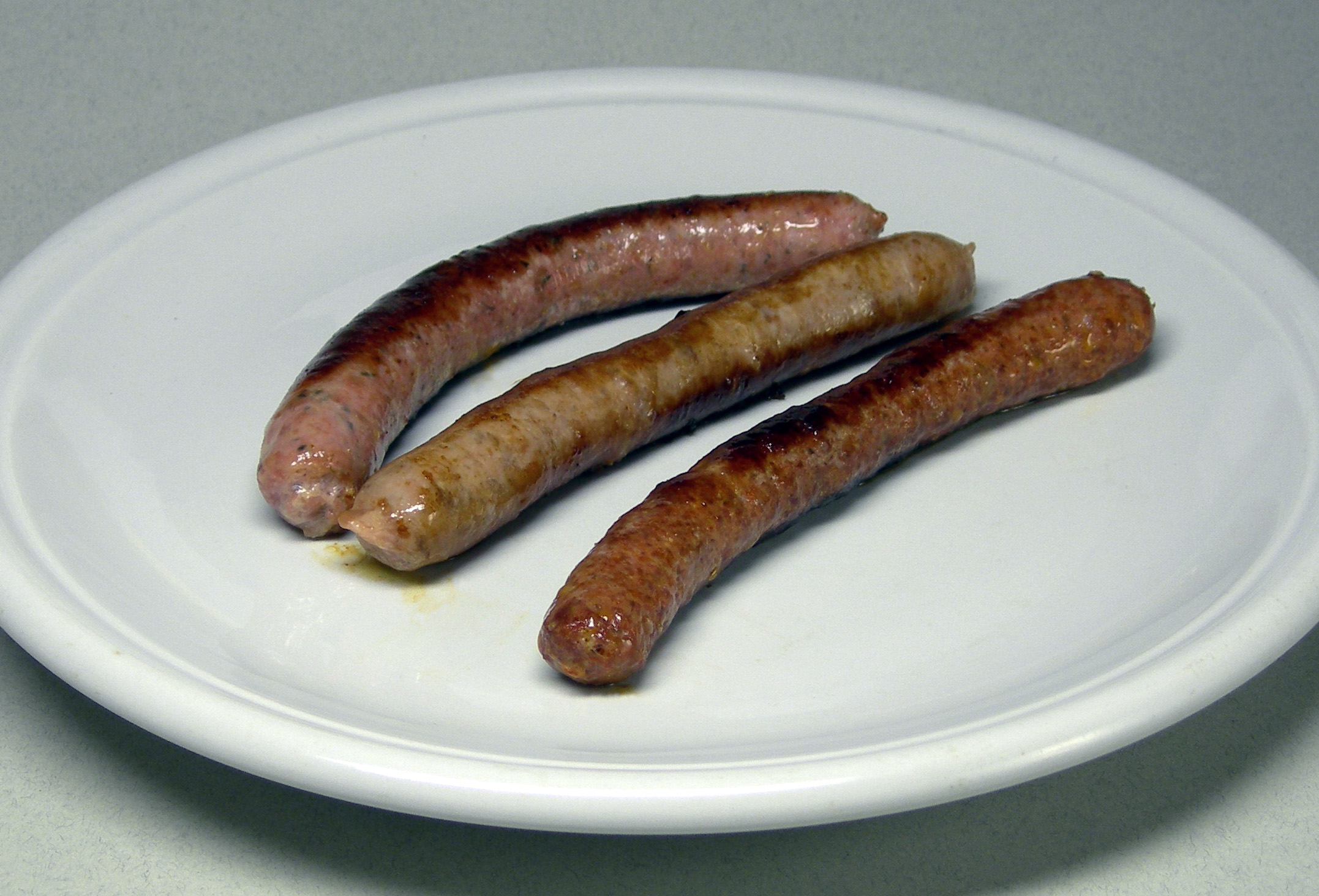
直布羅陀腸

直布羅陀腸（英文：Chipolata）是歐洲一種傳統香腸，外表為白色。值得留意的是，中文名稱只是譯音，該種香腸與英國屬地直布羅陀並無任何關係。Chipolata是源自意大利文Cipolla，解作洋蔥。
直布羅陀腸通常以豬肉作主要材料（但現在也有用雞肉的），並以鹽及胡椒調味，傳統上還有一些香料，例如藥用鼠尾草、百里香、多香果或肉豆蔻等。